# Lewiston (Californie)
Lewiston est une census-designated place située dans le comté de Trinity, dans l’État de Californie, aux États-Unis. En 2010, sa population est de 1 193 habitants.

## Démographie
| 2000  | 2010  | - | - | - | - |
| ----- | ----- | - | - | - | - |
| 1 305 | 1 193 | - | - | - | - |

## Source de la traduction
- (en) Cet article est partiellement ou en totalité issu de l’article de Wikipédia en anglais intitulé « Lewiston, California » (voir la liste des auteurs).